# Rombicosidodecàedre
En geometria, el rombicosidodecàedre o petit rombicosidodecàedre és un dels tretze políedres arquimedians.
Té 62 cares, 12 de les quals són pentagonals, 20 triangulars i 30 quadrades, 120 arestes i a cadascun dels seus 60 vèrtex i concorren una cara pentagonals una triangular i dues quadrades.

## Àrea i volum
Les fórmules per calcular l'àrea A i el volum V d'un petit rombicosidodecàedre tal que les seves arestes tenen longitud a són les següents:
{\displaystyle A=\left(30+{\sqrt {30\left(10+3{\sqrt {5}}+{\sqrt {15(5+2{\sqrt {5}})}}\right)}}\right)a^{2}}
{\displaystyle V=\left(20+{\begin{matrix}{29 \over 3}\end{matrix}}{\sqrt {5}}\right)a^{3}}

## Esferes circumscrita, inscrita i tangent a les arestes
Els radis R, r i {\displaystyle \rho } de les esferes circumscrita, inscrita i tangent a les arestes respectivament són:
{\displaystyle {\begin{aligned}&R={\frac {a{\sqrt {11+4{\sqrt {5}}}}}{2}}\\&r={\frac {a\left(15+2{\sqrt {5}}\right){\sqrt {11+4{\sqrt {5}}}}}{41}}\\&\rho ={\frac {a{\sqrt {10+4{\sqrt {5}}}}}{2}}\\\end{aligned}}}
On a és la longitud de les arestes.

## Dualitat
El políedre dual del petit rombicosidodecàedre és el hexacontàedre pentagonal.

## Desenvolupament pla

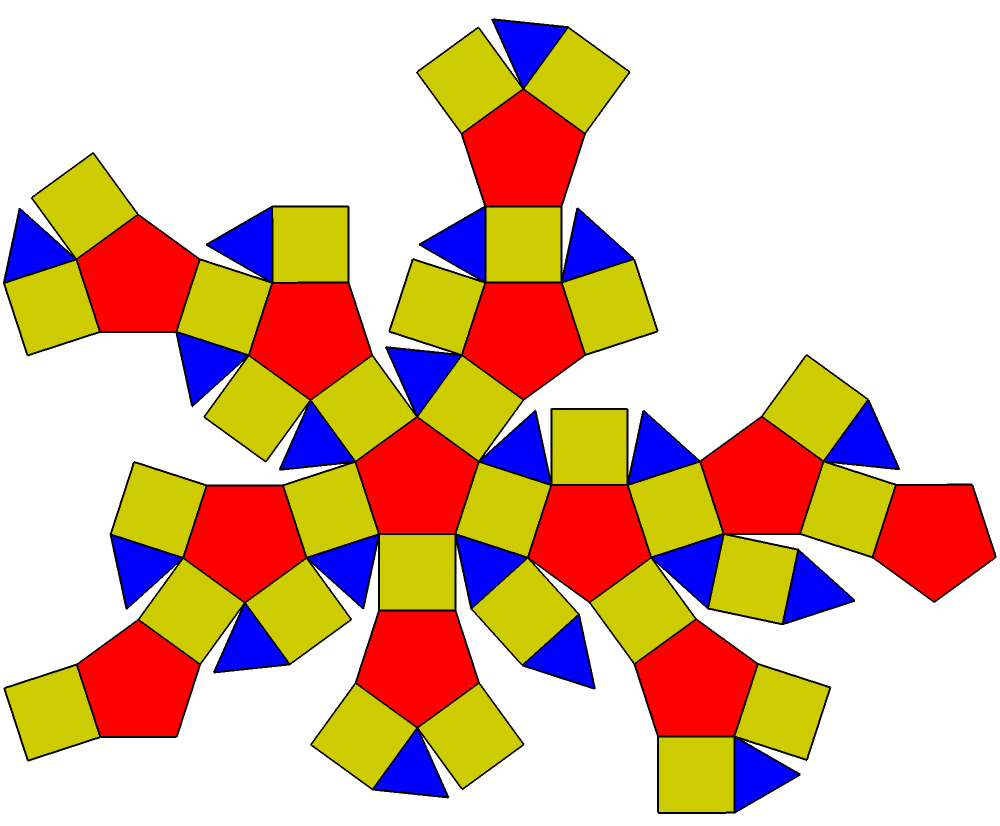
Desenvolupament pla del petit rombicosidodecàedre

## Simetries
El grup de simetria del petit rombicosidodecàedre té 120 elements; el grup de les simetries que preserven les orientacions és el grup icosàedric {\displaystyle I\cong A_{5}}. Són els mateixos grups de simetria que per l'icosàedre i pel dodecàedre.

## Políedres relacionats
El petit rombicodidodecàedre es pot obtindre tant del icosàedre com de l'octàedre a base d'expandir-los allunyant les deves cares del centre i creant noves cares per a cada aresta i vèrtex originals.
També es pot obtenir truncant al mateix temps tant els vèrtexs com les arestes de l'icosàedre o del dodecàedre.
Les vint cares triangulars i les dotze cares pentagonals del petit rombicosidodecàedre descansen sobre els plans de les cares d'un icosàedre i d'un dodecàedre respectivament. Les trenta cares quadrades, en canvi descansen sobre els mateixos plans que les cares d'un traiacontàedre ròmbic, el políedre dual de l'icosidodecàedre.

dodecàedre
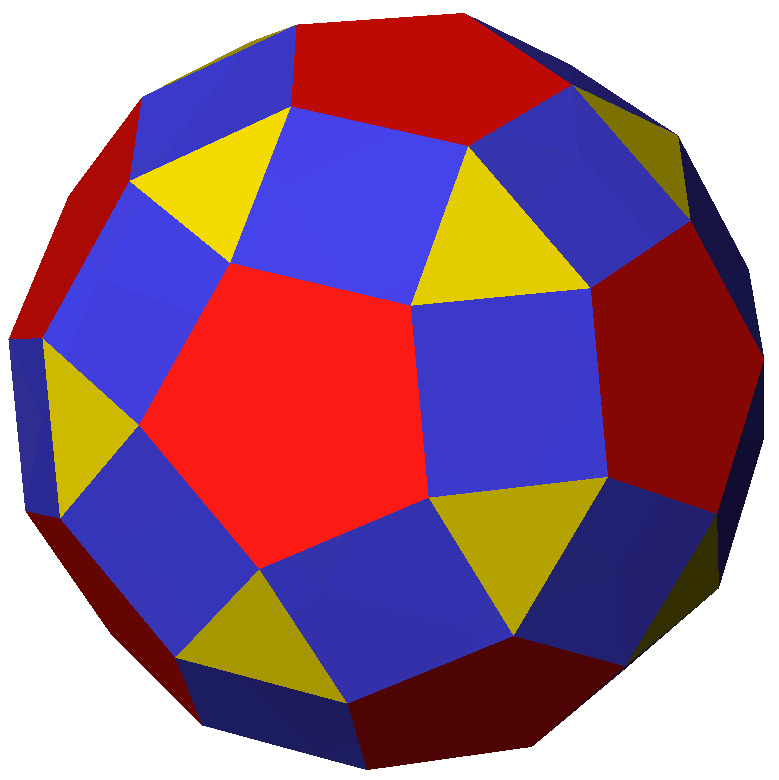
petit rombicosidodecàedre
icosàedre